# Wu Shuijiao
Wu Shuijiao (née le 19 juin 1992 dans le Zhuhai) est une athlète chinoise, spécialiste du 100 mètres haies.

## Biographie
Son meilleur temps est de 12 s 93 réalisé à Tianjin le 9 octobre 2013, qu'elle porte à 12 s 72 le 1er octobre 2014 à Incheon pour remporter le titre des Jeux asiatiques.
En janvier 2019, Wu Shuijiao est suspendue 4 ans pour dopage.

## Palmarès
| Date | Compétition                  | Lieu     | Résultat | Épreuve     | Performance |
| ---- | ---------------------------- | -------- | -------- | ----------- | ----------- |
| 2010 | Championnats d'Asie juniors  | Hanoï    | 1re      | 100 m haies | 13 s 77     |
| 2010 | Championnats d'Asie juniors  | Hanoï    | 2e       | 4 × 100 m   | 45 s 87     |
| 2012 | Championnats d'Asie en salle | Hangzhou | 1re      | 60 m haies  | 8 s 24      |
| 2013 | Jeux de l'Asie de l'Est      | Tianjin  | 1re      | 100 m haies | 12 s 93     |
| 2014 | Championnats d'Asie en salle | Hangzhou | 1re      | 60 m haies  | 8 s 02      |
| 2014 | Jeux asiatiques              | Incheon  | 1re      | 100 m haies | 12 s 72     |
| 2015 | Championnats d'Asie          | Wuhan    | 1re      | 100 m haies | 13 s 12     |

### Records
| Épreuve                    | Performance | Lieu     | Date             |
| -------------------------- | ----------- | -------- | ---------------- |
| 60 mètres haies (en salle) | 8 s 02      | Hangzhou | 15 février 2014  |
| 100 mètres haies           | 12 s 72     | Incheon  | 1er octobre 2014 |